# 5161 Wightman
Az 5161 Wightman (ideiglenes jelöléssel 1980 TX3) a Naprendszer kisbolygóövében található aszteroida. Carolyn Shoemaker fedezte fel 1980. október 9-én.